# FC Gütersloh 2000
FC Gütersloh es un club de fútbol alemán con sede en Gütersloh, Renania del Norte-Westfalia.

## Historia
El club se formó en 1978 a partir de la fusión de los equipos de fútbol de Sport Vereinigung Arminia Gütersloh y Deutsche Jugendkraft Gütersloh con la esperanza de que el nuevo club tuviera más éxito. que sus predecesores sin historia. La unión fue un poco sorprendente debido a cierta mala voluntad que había existido entre los clubes, que se remontaba a la negativa de Arminia a compartir las instalaciones de su estadio con DJK, para permitirles así jugar. en la Liga Regional a finales de los años 1960.
Ambos equipos habían oscilado entre la segunda y la tercera división hasta finales de los años 1960 y principios de los años 1970. Después de su fusión, se establecieron como un club de mitad de tabla de la Amateur Oberliga Westfalen (III), con un par de malas temporadas que llevaron al descenso a la Verbandsliga Westfalen (IV), pero siempre seguidas de un ascenso inmediato. El club logró abrirse camino hasta el 2. Bundesliga en 1996, gracias al título de la Regionalliga West/Südwest, para una estancia de tres años, pero en 1999 se vio aplastado por su deuda de 7 millones de marcos alemanes. El club fue disuelto por un tribunal y anulados todos sus resultados de la temporada.
El club se reorganizó en 2000 y comenzó a jugar en la Oberliga Westfalen (IV). En enero de 2010, se anunció que se estaban preparando planes para una fusión con SC Wiedenbrück 2000, pero la propuesta fracasó. El 27 de octubre de 2013, el equipo de Gütersloh sufrió una derrota récord al perder 5:8 ante el SpVgg Erkenschwick: los 13 goles marcados igualaron el total de un partido de 1985-86 en el que DJK Hellweg Lütgendortmund derrotó a Sportfreunde Siegen 7:6. En 2014, el club se vio ensombrecido por rumores sobre su precaria situación financiera y la perspectiva de una retirada voluntaria del juego. Se llevaron a cabo nuevas negociaciones de fusión con el SC Wiedenbruck y el SC Verl, pero terminaron cuando el club evitó la quiebra en octubre de 2014 bajo una nueva dirección.
Desde 2012, el club juega en la categoría cinco Oberliga Westfalen.
Después de repetidos problemas financieros, el club se declaró en quiebra en enero de 2017, y a pesar todos los esfuerzos para asegurar la financiación a través de donaciones y patrocinio, anunció la disolución y liquidación de activos a finales de mayo de 2017.
Sorprendentemente, el 26 de mayo se presentaron nuevos patrocinadores, que se comprometieron a financiar las operaciones durante los próximos tres años. Se anulará la declaración de insolvencia.

## Rivalidades
Los seguidores del FC Gütersloh comparten una sincera rivalidad con el cercano SC Verl, cuyos seguidores se burlan del club de la gran ciudad por su desempeño inconsistente y sus problemas financieros. El FCG, por su parte, menosprecia al club del pueblo.

## Títulos
Títulos del club:
- Regionalliga West/Südwest
  - Campeones: 1996
- Oberliga Westfalen
  - Campeones: 1984, 1995
- Westfalenliga – Group 1
  - Campeones: 1991
- Westphalia Cup
  - Campeones: 2023

## Jugadores notables
- Kemal Halat

## Galería

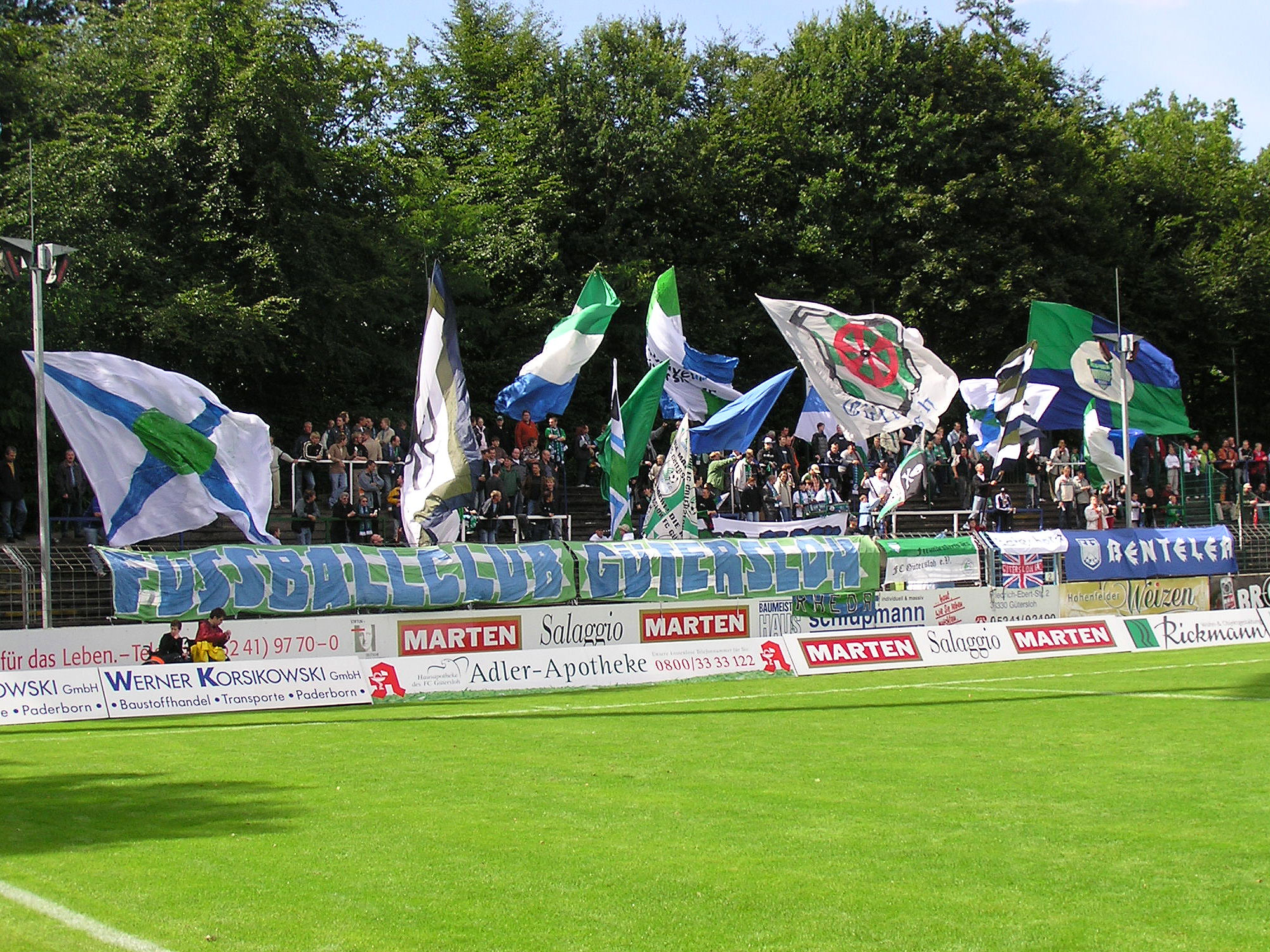
Hinchas del FCG
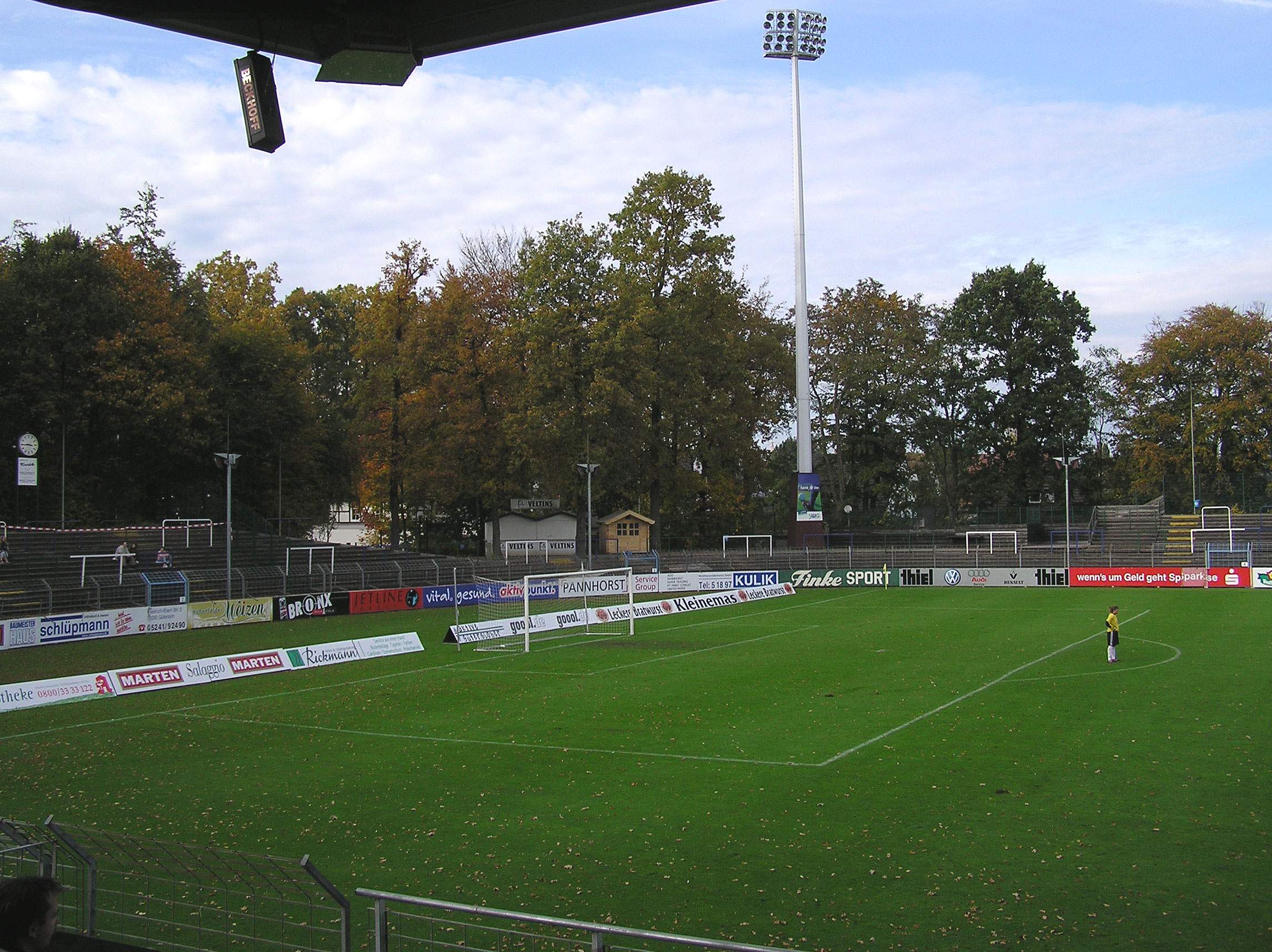
Heidewaldstadion
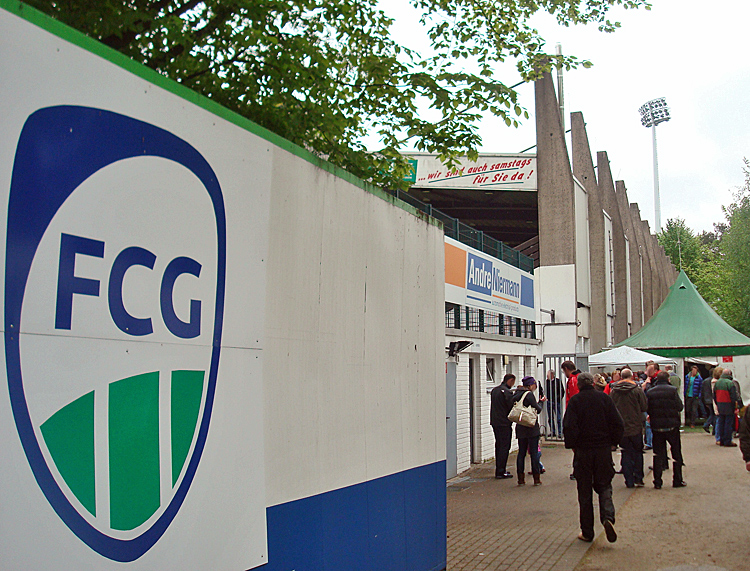
Detrás de las gradas